# Чалияр
Чалияр (на английски: Chaliyar) е четвъртата по големина река в щата Керала в Индия. Нейната дължина е 169 km. Извира от Западните Гати и преминава през територията на окръзите Ваянад, Малапурам и Кожикод. Влива се в Арабско море. Част от селищата, разположени на реката, включва Ниламбур, Едавана, Мавор, Фероке и Бейпур.